# Rajd Wybrzeża Kości Słoniowej 1986
Rajd Wybrzeża Kości Słoniowej 1986 (18. Rallye Côte d'Ivoire) – 18 Rajd Wybrzeża Kości Słoniowej rozgrywany na Wybrzeżu Kości Słoniowej w dniach 24-27 września. Była to dziesiąta runda Rajdowych Mistrzostw Świata w roku 1986. Rajd został rozegrany na nawierzchni szutrowej. Bazą rajdu było miasto Yamoussoukro.

## Wyniki końcowe rajdu[1]
| Msc. | Kierowca         | Pilot                | Samochód                | Czas  | Strata | Grupa | Punkty |
| ---- | ---------------- | -------------------- | ----------------------- | ----- | ------ | ----- | ------ |
| 1    | Björn Waldegård  | Fred Gallagher       | Toyota Celica TCT       | 1:29  | 0.0    | B12   | 20     |
| 2.   | Lars-Erik Torph  | Bo Thorszelius       | Toyota Celica TCT       | 1:37  | +0:08  | B12   | 15     |
| 3.   | Erwin Weber      | Gunter Wanger        | Toyota Celica TCT       | 2:27  | +0:58  | B12   | 12     |
| 4.   | Robin Ulyate     | Ian Street           | Toyota Celica TCT       | 3:05  | +1:36  | B12   | 10     |
| 5.   | Samir Assef      | Christian Boy        | Opel Manta 400          | 3:25  | +1:56  | B12   | 8      |
| 6.   | Wilfried Wiedner | Franz Zehetner       | Audi Quattro A2         | 3:30  | +2:01  | B12   | 6      |
| 7.   | Rudi Stohl       | Reinhard Kaufmann    | Audi 80 Quattro         | 5:20  | +3:51  | A8    | 4      |
| 8.   | Alain Ambrosino  | Daniel Le Saux       | Nissan 240RS            | 5:31  | +4:02  | B12   | 3      |
| 9.   | Patrick Copetti  | Jean-Michel Dionneau | Toyota Corolla GT       | 10:39 | +9:10  | A6    | 2      |
| 10.  | Martial Yacé     | Jean-Paul Yacé       | Mitsubishi Lancer Turbo | 14:28 | +12:59 | B12   | 1      |

1. ↑  Litera M przy oznaczeniu grupy do której należy samochód oznacza, iż tylko ci producenci byli liczeni w klasyfikacji producentów na koniec sezonu.

## Klasyfikacja po 10 rundach
Tabele przedstawiają tylko pięć pierwszych miejsc.

### Kierowcy
| Lp. | Kierowca        | Pkt |
| --- | --------------- | --- |
| 1   | Juha Kankkunen  | 91  |
| 2   | Markku Alén     | 69  |
| 3   | Miki Biasion    | 47  |
| 4   | Timo Salonen    | 43  |
| 5   | Björn Waldegård | 40  |

### Producenci
| Lp. | Producent             | Pkt |
| --- | --------------------- | --- |
| 1   | Peugeot Talbot Sport  | 131 |
| 2   | Lancia Martini        | 119 |
| 3   | Volkswagen Motorsport | 65  |
| 4   | Audi Sport            | 29  |
| 5   | Toyota Team Europe    | 20  |